# MacKenzie May
MacKenzie Caitlin May (Dubuque, 12 gennaio 1999) è una pallavolista statunitense, schiacciatrice delle Astemo Rivale Ibaraki.

## Carriera

### Club
La carriera di MacKenzie May inizia nei tornei scolastici dell'Iowa, giocando per la Wahlert Catholic HS. Dopo il diploma approda nella lega universitaria di NCAA Division I, partecipandovi con la UC Los Angeles: fa parte delle Bruins dal 2017 al 2021, ottenendo qualche riconoscimento individuale.
Nel gennaio 2022, appena conclusa la sua carriera universitaria, firma il suo primo contratto professionistico in Italia, approdando al Bergamo 1991 per la seconda parte della Serie A1 2021-22. Dopo un'annata e mezza con le orobiche, per il campionato 2023-24 si trasferisce in Polonia, prendendo parte alla Liga Siatkówki Kobiet con il Budowlani Łódź, mentre nel campionato seguente è di scena nella SV.League giapponese, indossando la casacce delle Astemo Rivale Ibaraki.

### Nazionale
Fa parte della nazionale statunitense under 20, conquistando la medaglia d'argento al campionato nordamericano 2016 e quella d'oro alla Coppa panamericana 2017.
Nel 2022 fa il suo esordio in nazionale maggiore in occasione della Coppa panamericana, dove si aggiudica la medaglia di bronzo.

## Palmarès

### Nazionale (competizioni minori)
- Campionato nordamericano under 20 2016
- Coppa panamericana under 20 2017
- Coppa panamericana 2022

### Premi individuali
- 2019 - All-America Second Team
- 2020 - All-America Second Team
- 2021 - All-America First Team
- 2021 - NCAA Division I: Madison Regional All-Tournament Team